# Anopsicus iviei
Anopsicus iviei là một loài nhện trong họ Pholcidae. Loài này được phát hiện ở México.